# Papua New Guinea Rugby Football Union
La Papua New Guinea Rugby Football Union (PNGRFU) es la asociación reguladora del rugby en ese país.

## Reseña histórica
- Se funda en 1963, su sede se ubica en la capital, Puerto Moresby.[1]
- En 1966 la selección principal logra el oro en su primer torneo, en el marco de los II Juegos del Pacífico Sur desarrollados en Nueva Caledonia.[2][3]
- Se afilia a la entidad reguladora a nivel mundial International Rugby Board, hoy World Rugby en 1993.
- Años más adelante se afilia como miembro pleno a la entidad reguladora a nivel continental FORU, hoy Oceania Rugby.[4]

## Selecciones
La PNGFRU promociona a los equipos nacionales en varios niveles, las selecciones papúes son conocidas con el apodo de pukpuks (del tok pisin: cocodrilos). La indumentaria de ellos tienen los característicos colores de su bandera, es decir, amarillo, rojo y negro.
La selección mayor no ha participado aún de la Copa Mundial, aunque sí disputa las eliminatorias desde el torneo clasificatorio para Gales 1999. La selección juvenil de 20 años asistió a dos ediciones del Trofeo Juvenil (mundial B).
En cuanto a la modalidad de rugby 7, tanto la selección masculina como la femenina, lograron su primera clasificación al mundial de San Francisco 2018.